# Plaza de almas
Plaza de Almas es una película argentina dramática de 1997 escrita y dirigida por Fernando Díaz y protagonizada por Olga Zubarry, Norman Briski, Alejandro Gance y Vera Fogwill.
Fue la última película que realizó la destacada actriz Olga Zubarry antes de retirarse de la actuación, siendo además nominada a un Cóndor de Plata como Mejor actriz de reparto por su trabajo en el film.

## Reparto
- Olga Zubarry: Abuela
- Norman Briski: Abuelo
- Alejandro Gance: Marcelo
- Vera Fogwill: Laura
- Villanueva Cosse: Director de Teatro
- Roberto Carnaghi: Productor de Teatro
- Guadalupe Martínez Uría: Modelo
- Roly Serrano: Conductor TV
- María Laura Cali: Paula
- Thelma Biral: Madre de Marcelo
- Maximiliano Ghione: Asistente de Producción
- Gabriel Clausi: Malerba
- Alberto Rigó: Bermúdez
- Gabriel Espinosa: Mimo
- Teresa Murtas: Doctora
- Liliana Alanis: Asistente Doctora
- Germán de Souza: Faquir
- María Bordesio: Mujer Faquir
- Jacqueline Kruger: Guía Trusitica
- Alberto "Pipi" Piñeiro: Dueño Trencito
- Andrea Jaet: Artesana Mates
- Mariano Fabricante: Animador Trencito
- Hernán Valente: Cantante de Cadena Perpetua
- Eduardo Graziadei: Bajista de Cadena Perpetua
- Damián Biscotti: Baterista de Cadena Perpetua
- Zulema Goitea: Panelista 1
- Elizabeth Ríos: Panelista 2
- Gabriel Galíndez: Actor Teatro
- Hugo Barrero: Padre Actor Teatro
- Tilde Barrero: Madre Actor Teatro
- Marcela Paloche: Estatua Viviente
- Franco del Neri: Marcelo Niño

## Premios y nominaciones
- 1997, Festival Internacional de Cine de Mar del Plata, mejor film iberoamericano.
- 1998, Festival Internacional de Biarritz de Cine Latinoamericano, premio del público.
- 1999, Cóndor de Plata de la Asociación Argentina de Críticos de Cine, mejor actriz de reparto (Olga Zubarry).
- 1999, Muestra de Cine Latinoamericano de Cataluña, premio ICCI.